# Albert Collins
Albert Collins (1. října 1932 Leona, Texas – 24. listopadu 1993 Las Vegas, Nevada) byl americký bluesový zpěvák a kytarista. Začínal počátkem padesátých let jako člen kapely Rhythm Rockers. V roce 1958 vydal svou instrumentální píseň „The Freeze“, ze které se stal hit. Během své kariéry spolupracoval i s dalšími hudebníky, mezi které patří John Mayall, B. B. King, Gary Moore, John Lee Hooker, Robert Cray nebo David Bowie. V roce 1986 byl uveden do Blues Hall of Fame a časopis Rolling Stone jej zařadil na šestapadesáté místo v žebříčku 100 nejlepších kytaristů všech dob. Zemřel na rakovinu ve svých jedenašedesáti letech.